# Maresché
Maresché é uma comuna francesa na região administrativa do País do Loire, no departamento de Sarthe. Estende-se por uma área de 14.9 km². Em 2010 a comuna tinha 899 habitantes (densidade: 60,3 hab./km²).